# Salperwick
Salperwick är en kommun i departementet Pas-de-Calais i regionen Hauts-de-France i norra Frankrike. Kommunen ligger i kantonen Saint-Omer-Nord som tillhör arrondissementet Saint-Omer. År 2022 hade Salperwick 518 invånare.

## Befolkningsutveckling
Antalet invånare i kommunen Salperwick
| Referens: INSEE |